# Мартингал де Муавра
Мартинга́л де Муа́вра в теорії випадкових процесів — найпростіший приклад мартингала.

## Визначення
Нехай дана послідовність незалежних випадкових величин {\displaystyle \{Y_{n}\}_{n\in \mathbb {N} }}, які мають розподілення Бернуллі з ймовірністю «успіху», рівній {\displaystyle p}. Визначимо випадковий процес {\displaystyle \{X_{n}\}_{n\in \mathbb {N} }} так:
{\displaystyle X_{n}=\left({\frac {q}{p}}\right)^{\sum \limits _{i=1}^{n}Y_{i}},\quad n\in \mathbb {N} },
де {\displaystyle q=1-p}. Тоді {\displaystyle \{X_{n}\}} є мартингалом і називається мартингалом де Муавра.